# Гражданский диоцез
Диоцез (или гражданский диоцез; лат. dioecēsis, от греч. διοίκησις, «администрация») — административная единица Римской империи, включавшая в себя несколько провинций. Система из 12 диоцезов была создана при императоре Диоклетиане (правил 284—305). К моменту раздела империи на Западную и Восточную в 395 году стало 15 диоцезов. Руководил диоцезом (и провинциями) викарий (лат. vicarius), подчинённый после 312 года префекту претория. Система диоцезов просуществовала в Византийской империи до VII века, когда было введено деление на фемы.
Изначально, с I века до н. э., диоцезами называли городские округа в древнем Риме; позже, во времена принципата, часть провинции.

## Список диоцезов

### При Диоклетиане (около 300)

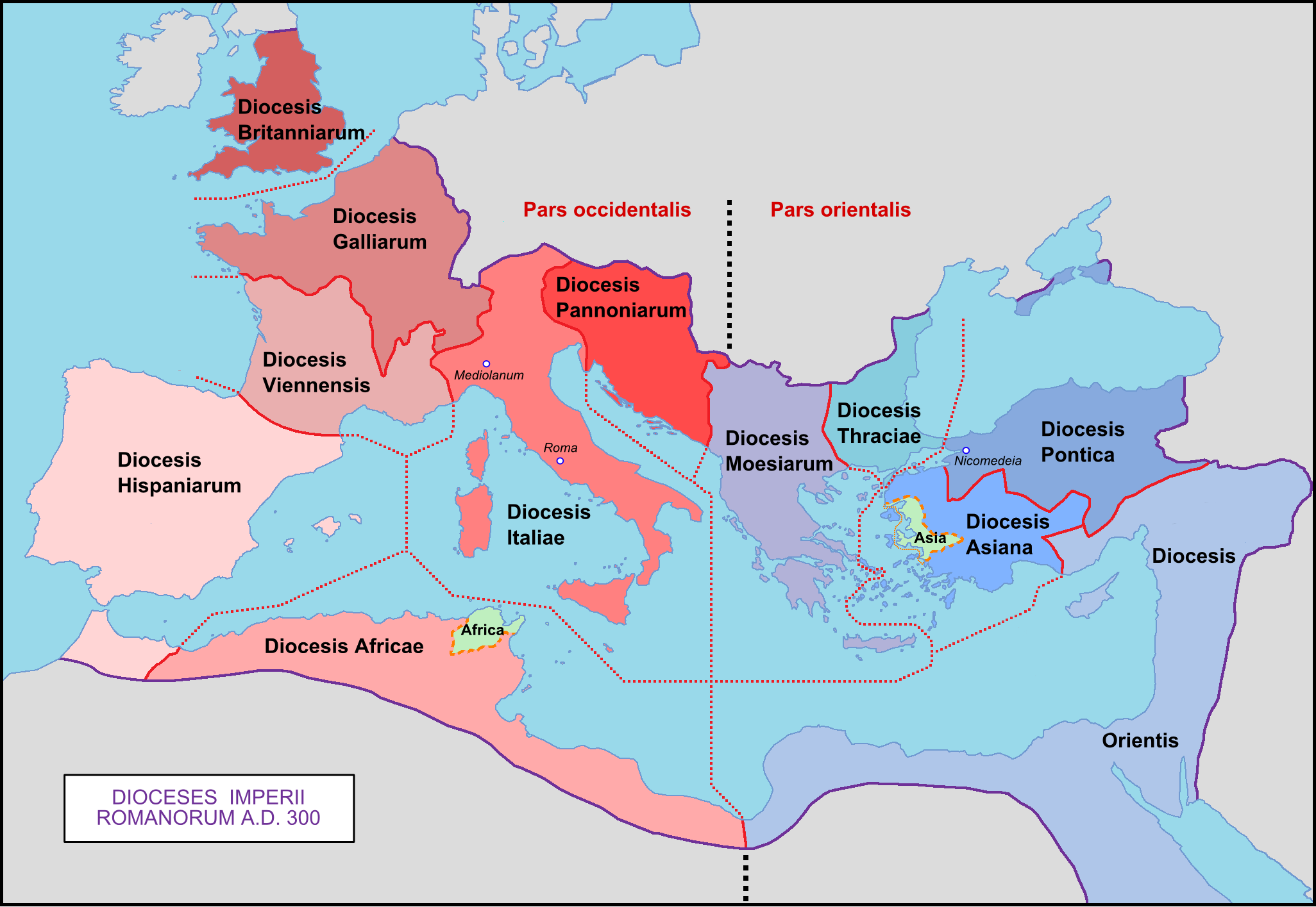
12 диоцезов, созданных Диоклетианом (около 300 года)

Диоклетиан около 300 года создал следующие 12 диоцезов:
- Диоцез Галлия
- Диоцез Вьенна[англ.]
- Диоцез Испания
- Диоцез Британия
- Диоцез Италия[вд]
- Диоцез Африка
- Диоцез Паннония[англ.]
- Диоцез Мёзия[англ.]
- Диоцез Фракия
- Диоцез Азия
- Диоцез Понт
- Диоцез Восток

### После Феодосия (395)

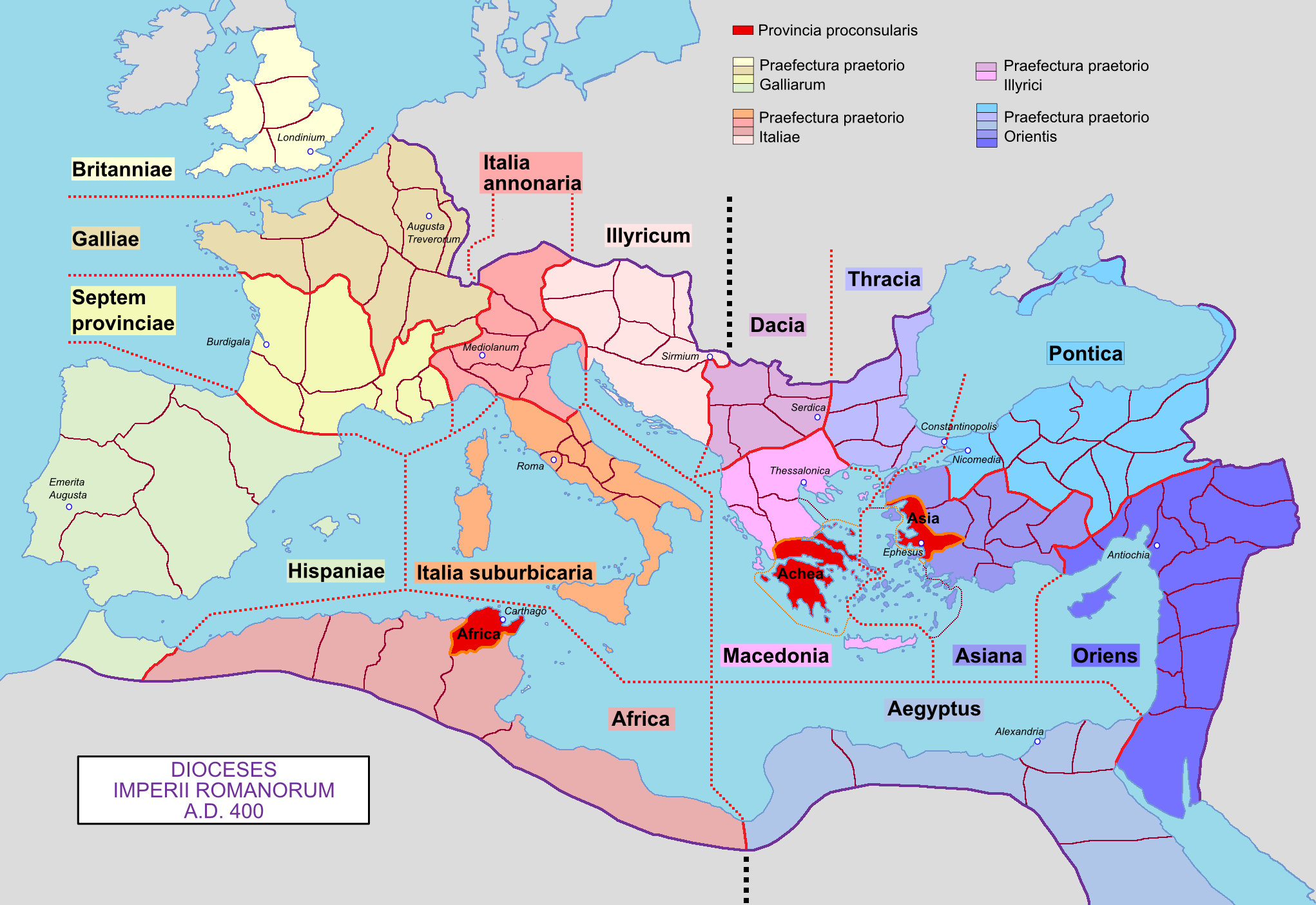
15 диоцезов в 400 году

На 395 год, момент раздела Римской империи на Западную и Восточную, имелись следующие 15 диоцезов:
- Западная Римская империя
  - Преторианская префектура Галлии
    - Диоцез Галлия
    - Диоцез Вьенна[англ.]
    - Диоцез Испания
    - Диоцез Британия

  - Преторианская префектура Италии
    - Диоцез Сельская Италия[вд]
    - Диоцез Пригородная Италия[вд]
    - Диоцез Африка
- Восточная Римская империя
  - Преторианская префектура Иллирии
    - Диоцез Иллирия[англ.] (бывший диоцез Паннония)
    - Диоцез Дакия[англ.] (часть бывшего диоцеза Мёзия)
    - Диоцез Македония[англ.] (часть бывшего диоцеза Мёзия)

  - Преторианская префектура Востока
    - Диоцез Фракия
    - Диоцез Азия
    - Диоцез Понт
    - Диоцез Восток
    - Диоцез Египет (выделен из диоцеза Востока)